# Agía Thékla (Eubée)
Agía Thékla, en grec moderne : Αγία Θέκλα, est un village du dème de Kými-Alivéri, sur l'île d'Eubée, en Grèce.
Selon le recensement de 2011, la population d'Agía Thékla compte 37 habitants.